# Kvalserien till Elitserien i ishockey 1987
Kvalserien till Elitserien i ishockey 1987 spelades 8-23 mars 1987 för att avgöra vilka lag som skulle få spela i Elitserien 1987/1988. Kvalserien bestod av fyra lag och spelades i sex omgångar. Modo AIK och Väsby IK tog platserna i Elitserien, medan IK VIK Hockey och Örebro fick spela i Division I 1987/1988. Elitserien utökades med två lag till den följande säsongen vilket innebar att inget lag behövde flyttas ner. Förutom Väsby blev även AIK (som vunnit Allsvenskan) nykomlingar i Elitserien. 

## Slutställning
| Nr | Lag           | S | V | O | F | GM | IM | MS  | P  |
| -- | ------------- | - | - | - | - | -- | -- | --- | -- |
| 1  | Modo AIK      | 6 | 5 | 1 | 0 | 31 | 15 | +16 | 11 |
| 2  | Väsby IK HK   | 6 | 3 | 0 | 3 | 21 | 26 | −5  | 6  |
| 3  | IK VIK Hockey | 6 | 2 | 1 | 3 | 19 | 24 | −5  | 5  |
| 4  | Örebro IK     | 6 | 1 | 0 | 5 | 21 | 27 | −6  | 2  |